# Elodia (nome)
Elodia  è un nome proprio di persona italiano femminile.

## Varianti in altre lingue
- Basco: Alode[3]
  - Maschili: Allodi[3]
- Catalano: Elòdia[4], Al·lòdia[3]
  - Maschili: Al·lodi[3]
- Francese: Élodie[2][5]
- Inglese: Elodia[2]
- Spagnolo: Elodia[2][4][5], Alodia[3]
  - Maschili: Alodio[3]

## Origine e diffusione
Riprende il nome di santa Elodia o Alodia, una martire spagnola del IX secolo. L'etimologia è incerta; una possibile ipotesi è che si tratti di un nome di origine germanica portato in Spagna dai Visigoti, composto forse da alja ("straniero") e od (o aud, "ricchezza", "patrimonio"), oppure da ala ("tutto") e aud/od (un composto però non attestato nell'onomastica germanica), oppure originatosi come variante del nome Helewise. Non sono però da escludere origini greche, ad esempio come evoluzione del nome Erodiade oppure tratto dal vocabolo ἕλος (elos, "palude", "prateria").
La diffusione in  Italia è scarsa.

## Onomastico
L'onomastico ricorre il 22 ottobre in memoria della già citata santa Alodia, martire a Huesca assieme alla sorella Nunilone sotto Abd al-Rahman II.

## Persone

### Variante Elodie
- Elodie Di Patrizi, nota come Elodie, cantante italiana
- Elodie Keene, regista, produttrice televisiva e montatrice statunitense.
- Elodie Treccani, attrice italiana

### Variante Élodie
- Élodie Bouchez, attrice francese

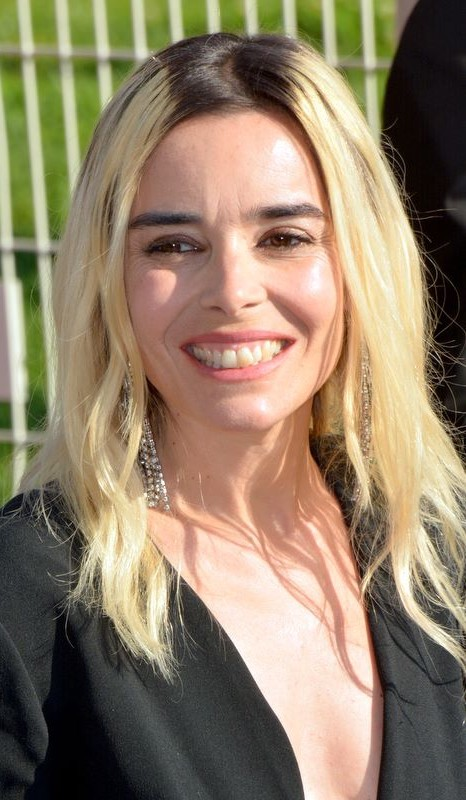
Élodie Bouchez

- Élodie Clouvel, pentatleta francese
- Élodie Fontan, attrice francese
- Élodie Godin, cestista francese
- Élodie Gossuin, modella, personaggio televisivo e politica francese
- Élodie Ouédraogo, atleta belga
- Élodie Thomis, calciatrice francese
- Élodie Yung, attrice francese